# EuroVoc
L'Eurovoc és un tesaurus multilingüe i multidisciplinari, nascut i especialitzat en l'àmbit de treball de la Unió Europea i disponible en totes les seves llengües oficials. A l'Estat espanyol, el tesaurus Eurovoc ha estat traduït al basc, per la Diputació Foral de Biscaia, i al català, pel Parlament de Catalunya.
El tesaurus consta de diverses presentacions: alfabètica, alfabètica permutada, temàtica i multilingüe. 

Es pot consultar, descarregar i fer aportacions en línia des de la pàgina oficial.

## Antecedents i evolució
L'Eurovoc neix de la necessitat que tenien les biblioteques i centres de documentació de les institucions comunitàries de tenir un instrument apropiat per a l'anàlisi i indexació dels documents comunitaris i per gestionar l'extens fons de les seves biblioteques. Per la qual cosa, l'OPOCE (Oficina de Publicacions Oficials de les Comunitats Europees) i el Parlament Europeu van decidir elaborar un tesaurus multilingüe que abastes l'àmbit d'activitat de les Comunitats Europees.
És per això que, l'any 1982, un equip de documentalistes i bibliotecaris del Parlament Europeu, la Comissió i l'OPOCE va iniciar aquesta tasca d'acord amb la normativa internacional. Així va néixer el tesaurus Eurovoc, un tesaurus multilingüe la funció inicial del qual va ser el tractament de la informació documental que generaven les institucions comunitàries. 

No obstant, tot i que la seva estructura gira entorn de l'activitat comunitària, es tracta d'un tesaurus multidisciplinari i suficientment ampli per donar cabuda a les diferents perspectives nacionals, amb un especial accent sobre l'activitat parlamentària.
La primera edició del tesaurus Eurovoc es va publicar l'any 1984 en dos volums (presentació temàtica i alfabètica) i en set llengües comunitàries. L'any 1987 es va publicar una segona edició en nou llengües, entre les quals hi havia el castellà, ja que Espanya s'havia incorporat a la CE. Aquesta segona edició va tenir una àmplia acollida fora de les institucions comunitàries, entre les quals cal destacar els parlaments autonòmics i les Corts Generals.
Vist l'èxit d'aquesta edició, l'any 1989 es va organitzar un seminari en el marc del qual es va constituir un Comitè d'usuaris i una Unitat de manteniment encarregada d'analitzar totes les propostes noves fruit de l'experiència dels usuaris. A partir d'aquestes propostes, la Unitat de manteniment va elaborar el 1990 una primera actualització, va ésser la versió 2.1. El tesaurus s'actualitza regularment, amb noves edicions si els canvis són profunds, o amb versions de les edicions si els canvis són menors (versió 4.3 l'any 2008). 

A més a més, algunes institucions han optat per afegir a la traducció oficial un desenvolupament propi per tal resoldre les seves necessitats específiques; com és el cas del Senat que disposa d'un fons històric molt important i extens. 

L'European Centre for Parliamentary Research and Documentation (ECPRD) amb l'objectiu de facilitar la cooperació i l'intercanvi d'informació entre els parlaments europeus ha actuat com un impulsor de la utilització efectiva d'Eurovoc entre els parlaments.

## L'Eurovoc a Espanya
En aquest context, a Espanya l'any 1986, dos anys després de la publicació de la primera edició, el Senat va començar a utilitzar l'Eurovoc per a la indexació de la documentació parlamentària i progressivament de la resta de bases documentals i bibliogràfiques de la institució. Així mateix, la primavera de l'any 1986, el Servicio de Estudios y Documentación del Congrés dels Diputats, que també havia decidit utilitzar-lo, va fer una traducció no oficial de la llista dels dominis i microtesaurus.
L'any 1987 es va publicar la traducció oficial castellana amb motiu de la integració d'Espanya a la Unió Europea.

En aquests moments, l'utilitzen diverses administracions i parlaments autonòmics, així com algunes universitats.

## L'Eurovoc en llengua catalana
L'any 1991 la Generalitat Valenciana, en endegar la seva base de dades legislativa, va acordar l'ús del tesuarus Eurovoc i va subscriure un conveni de col·laboració amb la Comunitat Europea per traduir la segona edició, que es va editar en paper l'any 1993. 

L'any 1998 el Parlament de Catalunya, tot i que la Biblioteca utilitzava el tesaurus des de l'any 1986, va constituir un grup de treball intern amb l'objectiu de traduir al català la tercera edició.
Aquesta traducció catalana és accessible en línia des de l'any 2000 i permanentment actualitzada d'acord amb les noves versions oficials.

Convé destacar que el Parlament de Catalunya, a l'hora de traduir el tesaurus Eurovoc al català, va optar per fer-ne un desenvolupament propi, tot afegint els descriptors necessaris per indexar totes les iniciatives parlamentàries de la base de dades SIAP (Sistema d'Informació de l'Activitat Parlamentària) i la base de dades bibliogràfica.
La traducció catalana es pot consultar i descarregar des del portal del Parlament de Catalunya.
Entre les administracions autonòmiques que fan servir l'Eurovoc, destaquem la Generalitat de Catalunya que l'utilitza per a indexar la base de dades del Diari Oficial de la Generalitat de Catalunya (DOGC).